# アスラポート
アスラポート株式会社（英: Asrapport Inc.）は、焼鳥業態の居酒屋やラーメン店などを手掛ける日本の企業である。

## 概要
元々は、アスラポート・ダイニング（現：JFLAホールディングス）グループの飲食店事業などを展開していた。
しかし2022年7月1日付で、新設分割により旧法人の飲食店経営事業などを承継した上で、小僧寿し（現KOZOホールディングス）の子会社となった。

## 沿革
- 2022年
  - 7月1日 - 新設分割により、旧アスラポートの飲食店事業などを承継。アスラポート株式会社として、小僧寿しグループにおいて旧法人より引き継いだ事業を展開する[2]。
- 2023年
  - 10月1日 - 同じく小僧寿しグループの株式会社Tlanseairを吸収合併[3]。

## 主要展開ブランド
プライム事業本部（旧：株式会社プライム・リンク）
- とりでん（居酒屋）
- おだいどこ（居酒屋）
- キムカツ（とんかつ）

とり鉄事業本部（旧：株式会社とり鉄）
- とり鉄（居酒屋）
- 小鉄屋（居酒屋）
- かぐらや（居酒屋）

レゾナンス事業本部（旧：レゾナンスダイニング株式会社）
- 浪花屋鳥造（居酒屋）
- ぢどり亭（居酒屋）

どさん子事業本部（旧：株式会社どさん子）
- どさん子（ラーメン店）
- みそ膳（ラーメン店）
- 藤平（ラーメン店）

## 旧・アスラポート
- 2000年6月 - タスコシステムの焼き鳥業態の店舗として「とり鉄」1号店が開店。
- 2007年7月 - 株式会社とり鉄として設立（法人組織に改組）。
- 2007年9月 - アスラポート・ダイニング（現：JFLAホールディングス）のグループ入り[4]。
- 2007年11月 - HIROCOLEDGEデザインによるオリジナルユニホームに変更。
- 2010年3月 - 第18回 外食産業表彰「新業態開発、人財開発部門」の農林水産大臣賞を受賞
- 2012年11月 - 地鶏、烏骨鶏メニューの強化に加え、無農薬野菜の生産者様との提携を開始
- 2017年2月 - 資源効率の向上、並びに業務効率の向上を図るため、とり鉄を存続会社、プライム・リンク、レゾナンスダイニング、どさん子の3社を消滅会社とする合併を発表した[5][6]。
- 2017年4月 - 前記の合併を実施すると共に、株式会社アスラポートへ商号変更。
- 2020年3月 - 焼肉店の「牛角」事業を、フランチャイザーの株式会社レインズインターナショナルに譲渡[7]。
- 2025年4月1日 - 親会社のJFLAホールディングスに合併され解散[8]。